# Galopp (Tanz)
Der Galopp (auch Rutscher, die Galopp, franz.: die Galoppade) ist ein lebhafter, aufgeregter Tanz im 2⁄4-Takt, der heute vorwiegend im Volkstanz Verwendung findet.

## Ursprünge
Bei der Galoppade umfassten sich die Tanzenden ursprünglich nur mit einem Arm und schritten vorwärts, stets mit einem Fuß, den anderen nachziehend, wobei von Zeit zu Zeit der vorschreitende Fuß und der umfassende Arm gewechselt wurde. Später wurde Tempo und Geschwindigkeit bis zur Raserei gesteigert.
Früher wurde der Galopp als Abschluss einer Volta oder eines Contre danse getanzt. Der Tanz bildete oft den Kehraus am Ende eines Balls. In Wien ist er seit 1803 bekannt, er bestand nun aus einem schnellen seitlichen Galoppieren in eine Richtung und ersetzte den wenige Jahre zuvor von den Behörden als „gesundheitsschädlich“ untersagten Langaus. Im Jahr 1820 zählte der Galopp in der Stadt Linz zu den beliebtesten Tänzen. Franz Schubert schrieb um 1827 den Grazer Galopp.
Ab 1830 wurde der Galopp zusehends von der Schnellpolka als Modetanz abgelöst. Um 1840 beschloss Johann Strauss (Vater), keinen Galopp mehr zu schreiben. Der ländliche Galopp behielt fast ausnahmslos die alte, nach einer Richtung hin galoppierende Rutscherform bei.
In den deutschen Ballsälen kam er um 1824 in Mode, jedoch nicht mehr in der Form des fortlaufenden Galoppierens, sondern als sehr schneller Rundtanz mit dem Schrittschema der Polka und dem Schrittcharakter des Galopps. In dieser Ausführung wurde er auch in Paris getanzt, von wo er unter der Bezeichnung Schnellpolka nach Deutschland zurückkam. Ab 1870 begann die Beliebtheit im Ballsaal zu sinken.

## Galopp heute
Heute wird der Galopp vor allem auf Bällen in Österreich und Süddeutschland getanzt, auch im Volkstanz ist er noch lebendig. Mitunter sind die Galoppschritte durch kurze Phasen von Geh- oder Polkaschritten unterbrochen.

## Tanzform
Die Durchführung des Galopps bedarf im Vergleich zu vielen anderen klassischen Tänzen keinerlei Übung. Die Paare gehen auf der Tanzfläche in Tanzhaltung und bewegen sich sprunghaft von einer Seite der Tanzfläche zur anderen, wo sie manchmal die Tanzhaltung umkehren und wieder zurück tanzen. Fortlaufender, rascher seitlicher Nachstellschritt mit leichtem, federnden Absprung. Während des Sprunges wird das nachsetzende Bein herangezogen (Galoppschritt).
In einer Variante stellen sich die Paare nebeneinander in eine Reihe und halten über dem Kopf die Hände. Ein hinzukommendes Paar tanzt unter den Händen hindurch und schließt sich am Ende der Reihe an.